# بويزكارن
بويزكارن هي مدينة مغربية في إقليم كلميم بجهة كلميم واد نون، تقع على الطريق الوطنية رقم 1، وتبعد عن مدينة كلميم بـ 35 كلم.
بحكم موقعها الجغرافي، تعاني بويزكارن من أضرار الفيضانات عند هطول الأمطار بسبب عدم تواجد مجاري للمياه وتواجد العديد من الوديان التي تحيط بالمدينة. وتعرف بتوفرها على بساتين زراعية، وعلى كمية وافرة من أشجار الزيتون، التي توفر مصدر رزق للكثير من سكان المنطقة.
تتوفرأيضا مدينة بويزكارن على عين مائية تستعمل في سقي المحاصيل الزراعية وشبكة واسعة لمساري المياه، غرض ايصال المياه إلى لبساتين.
للمدينة تاريخ حافل بالمقاومة ضد الاستعمار، اذ كانت بيتا للمجموعة من المقاومين، وكذا بيتا لأحد أكبر القياد الذي عرفهم جنوب المغرب، أي لقايد المداني. حتى ان المدينة تحتفظ على ماثرها التاريخية اذ ان الكثير من المباني الطينية القديمة لا تزال شامخة في سمائها.
يعرف جو المدينة بالتقلب وبنذر الامطار، وكذا ببنية تحتية هشة بسبب الفساد الإداري الكبير اللذي تعاني منه المدينة.

## التعليم
يوجد في المدينة عدد من المؤسسات التعليمية لمراحل التعليم المختلفة الابتدائية والإعدادية والثانوية للبنين والبنات.

## الثقافة والشباب والرياضة

### الثقافة
يقام في المدينة مهرجان بويزكارن للثقافة والفن، وهو مهرجان يعرف عدداً من الأنشطة الثقافية والعلمية والفنية، ويهدف إلى دعم التنمية المحلية عبر الإعتناء بالموروث الثقافي المحلي. كما يقام فيها مهرجان ظلال الأركان الذي يهدف إلى التوعية بأهمية الإعتناء بأشجار الأركان الذي تزخر به المنطقة، ودعم التعاونيات التي تشتغل بهذا المجال، بالإضافة إلى فقرات متنوعة ومتعددة في المجال الثقافي الفني الثراثي.

### الشباب والرياضة
تتوفر بويزكارن على دار للشباب وبعض الملاعب الرياضية.

## القطاع البنكي
تتوفر مدينة بويزكارن على وكالتين بنكيتين، وكالة بنكية للبنك الشعبي، ووكالة بنكية للتجاري وفا بنك.

## أعلام
- إدريس ابن زكري (حارس مرمى)
- علي ارجدال (ممثل في التلفزة المغربية)